# El Durazno, Huanímaro
El Durazno är en ort i Mexiko.   Den ligger i kommunen Huanímaro och delstaten Guanajuato, i den centrala delen av landet, 270 km väster om huvudstaden Mexico City. El Durazno ligger 1 693 meter över havet och antalet invånare är 460.
Terrängen runt El Durazno är platt åt sydväst, men åt nordost är den kuperad. Runt El Durazno är det ganska tätbefolkat, med 93 invånare per kvadratkilometer. Närmaste större samhälle är Abasolo, 13,7 km norr om El Durazno. Trakten runt El Durazno består till största delen av jordbruksmark.